# Bosnisch-herzegowinischer Eishockeypokal 2010
Der bosnisch-herzegowinische Eishockeypokal (Kup Jaroslava Jandoureka) wurde nach dem Tschechen Jaroslav Jandourek, einem Trainer des HK Bosna aus den 80er Jahren benannt.

## Modus
Der Eishockeypokal wurde nach dem Abschluss der Hauptrunde der Eishockeyliga 2009/10, aber vor dem Beginn der Play-offs zwischen den vier Ligamannschaften ausgespielt. Es spielte jede Mannschaft einmal gegen die anderen. Es galt die 2-Punkte-Regel.
| 19. Februar 2010 | Stari Grad | 3:1 (0:0, 1:0, 2:1) | HK Alfa |  |

| 23. Februar 2010 | HK Alfa | 4:1 (1:0, 3:0, 0:1) | Stari Grad |  |

| 2. März 2010 | HK Bosna | 2:2 (1:1, 0:0, 1:1) | HK Alfa |  |

| 5. März 2010 | HK Alfa | 1:3 (0:2, 0:0, 1:1) | HK Bosna |  |

| 9. März 2010 | HK Bosna | 2:1 (2:0, 0:1, 0:0) | Stari Grad |  |

| 12. März 2010 | Stari Grad | 1:2 (0:1, 1:1, 0:0) | HK Bosna |  |

## Endstand
| Platz | Verein        | Tore | Punkte |
| ----- | ------------- | ---- | ------ |
|       | HK Bosna      | 9:5  | 7      |
|       | HK Alfa       | 8:9  | 3      |
|       | HK Stari Grad | 6:9  | 2      |